# Sebastian Kóša
Sebastian Kóša, né le 13 septembre 2003 à Nové Zámky en Slovaquie, est un footballeur slovaque qui évolue au poste de défenseur central au Real Saragosse.

## Biographie

### En club
Né à Nové Zámky en Slovaquie, Sebastian Kóša est formé par le FC Nitra. C'est avec ce club qu'il découvre le monde professionnel, jouant son premier match le 13 juin 2020, lors d'une rencontre de première division de Slovaquie contre le FC ViOn Zlaté Moravce. Il est titularisé au poste de milieu défensif et son équipe s'incline par deux buts à un.
Le 18 juillet 2020, Kóša s'engage en faveur du Spartak Trnava.
Il remporte la coupe de Slovaquie lors de la saison 2021-2022, jouant la finale le 8 mai 2022 contre le ŠK Slovan Bratislava. Il entre en jeu et son équipe s'impose après prolongations sur le score de deux buts à un,,.
Le 24 octobre 2020, Kóša inscrit son premier but pour le Spartak Trnava, lors d'une rencontre de championnat face au FK AS Trenčín. Buteur après son entrée en jeu, il participe à la victoire de son équipe (2-0 score final) et devient par la même occasion le plus jeune buteur de l'histoire du Spartak Trnava, à 17 ans, un mois et 11 jours, dépassant le record jusqu'ici détenu par Jozef Adamec.
Le 24 août 2024, Sebastian Kóša rejoint l'Espagne afin de signer avec le Real Saragosse pour un contrat de quatre ans, soit jusqu'en juin 2028.

### En sélection
Sebastian Kóša représente l'équipe de Slovaquie des moins de 17 ans. Il joue un total de six matchs avec cette sélection, entre 2019 et 2020.
Le 8 juin 2021, Sebastian Kóša joue son premier match avec l'équipe de Slovaquie espoirs face à la Finlande. Il est titulaire en défense centrale et son équipe s'impose par quatre buts à zéro.
Le 7 juin 2024, il figure dans la liste des 26 joueurs slovaques retenus par Francesco Calzona pour participer à l'Euro 2024.

## Palmarès
Spartak Trnava
- Coupe de Slovaquie (1) :
  - Vainqueur : 2021-2022.